# Schilbe micropogon
Schilbe micropogon är en fiskart som först beskrevs av Trewavas, 1943.  Schilbe micropogon ingår i släktet Schilbe och familjen Schilbeidae. IUCN kategoriserar arten globalt som livskraftig. Inga underarter finns listade i Catalogue of Life.